# Ичен
Ичен (англ. River Itchen; ранее также известна под названием Алре) — река в Великобритании.

## Гидрография
Течёт из центральной части графства Гэмпшир через город Истли и впадает в Саутгемптон-Уотер под мостом Ичен в городе Саутгемптон.
Общая длина — 45 км (28 миль).

## Использование
Местный меловой водоносный горизонт обеспечивает хранение и фильтрацию воды, и река давно используется для коммунального водоснабжения. Кроме того, река представляет особый научный интерес, так как известна своей благоприятной средой обитания для ряда охраняемых видов, включая водоросли, форель, находящуюся под угрозой исчезновения водяную полевку, выдру и др.
Считается одним из лучших в мире мест для ловли рыбы в нахлыст.

## Регулирование
Река управляется прибрежными владельцами с использованием воды, регулируемым Агентством по охране окружающей среды.

## История
Во времена римской Британии река, возможно, была связана с культом кельтской богини Анкасты.